# August Karl von der Schulenburg
August Karl Jakob von der Schulenburg (* 12. Januar 1764 in Altenhausen; † 20. Mai 1838 ebenda) war ein deutscher Großgrundbesitzer und Abgeordneter der Reichsstände des Königreichs Westphalen.

## Leben

### Herkunft und Familie
August Karl Jakob von der Schulenburg entstammte dem ursprünglich markbrandenburgischen Adelsgeschlecht Schulenburg und war der Sohn des Alexander Jakob von der Schulenburg (Generalmajor im Kurfürstentum Braunschweig-Lüneburg) und dessen Gemahlin Ehrengard Sophie Freiin von der Schulenburg (1737–1786). Am 24. August 1786 heiratete er Friederieke Wilhelmine Dorothea von Kleist (* 1768, † 1788). Nach deren Tod heiratete er im Dezember 1798 Maria Luise von Kleist (* 1772, † 1827). Aus der Ehe ging der Sohn Heinrich Ferdinand (* 1804) hervor.
Er wuchs mit seinen sieben Schwestern und zwei Brüdern auf:
- Dorothea Ehrengard Charlotte (1758–1758)
- Auguste Ernestine Elisabeth (1760–1840, ⚭ 1780 Gebhard Anton von Krosigk (1754–1840))
- Philipp Ernst Alexander (1762–1820, ⚭ 1789 Ernestine Friederike Karoline von Alvensleben (1766–1856))
- Henriette Friederike Charlotte Ehrengard (1765–1800, ⚭ 1783 Hauptmann von Fuchs († 1785), ⚭ 27. Dezember 1795 Generalleutnant Karl Friedrich von Hirschfeld)
- Ehregott Barbara Sophie Ernestine (1767–1824), Stiftsdame zu Marienborn
- Leopold Christian Wilhelm Johann (1769–1826), Landrat, Erbherr auf Bodendorf und Hohenwartsleben, ⚭ 1791 Ernestine Marie Christine d’Orville von Löwenclau († 1826)
- Charlotte Adriane Caroline Amalie (1771–1805, ⚭ 1790 Theodor von Cramm auf Volkersheim)
- Henriette Dorothee Luise Friderike Johanne (1773–1775)
- Wilhelmine Eleonore Johanne Helene (1775–1775)

### Wirken
Nach seiner Schulausbildung ging August Karl zur Militärschule in Berlin und war Junker bei den Husaren. 1786 beendete er als Kornett aus gesundheitlichen Gründen seinen Dienst und war mit der Bewirtschaftung seiner Güter beschäftigt. In den Jahren 1808 bis 1813 der Franzosenzeit war er Maire von Altenhausen, Mitglied des Departement-Wahlkollegiums des Elbe-Departements und vom 2. Juni 1808 bis zum 26. Oktober 1813 als Vertreter der Grundbesitzer im Elbe-Departement Abgeordneter der Reichsstände des Königreichs Westphalen. In den Jahren 1813 und 1814 organisierte er gemeinsam mit seinem Cousin Friedrich von der Schulenburg die Landwehr in der Altmark. Am 6. Juli 1798 wurde er in den preußischen Grafenstand erhoben.

### Politische Ämter
- 1825–1831 Mitglied der Provinzialstände der Provinz Sachsen
- ab 1837 für den Grafen zu Stolberg-Roßla in diesem Parlament

## Auszeichnungen
Roter Adlerorden III. Klasse